# Alvhem
Alvhem ist ein schwedischer Tätort in der Gemeinde Ale. Der südwestschwedische Ort liegt ungefähr 35 Kilometer nördlich von Göteborg.

## Geschichte und Verkehr
Alvhem entwickelte sich nach der Inbetriebnahme der Eisenbahnstrecke Lödöse – Lilla Edets Järnväg an der Anschlussstelle zur Bergslagsbanan 1906. Seit 1975 ist Alvhem ein Tätort. 

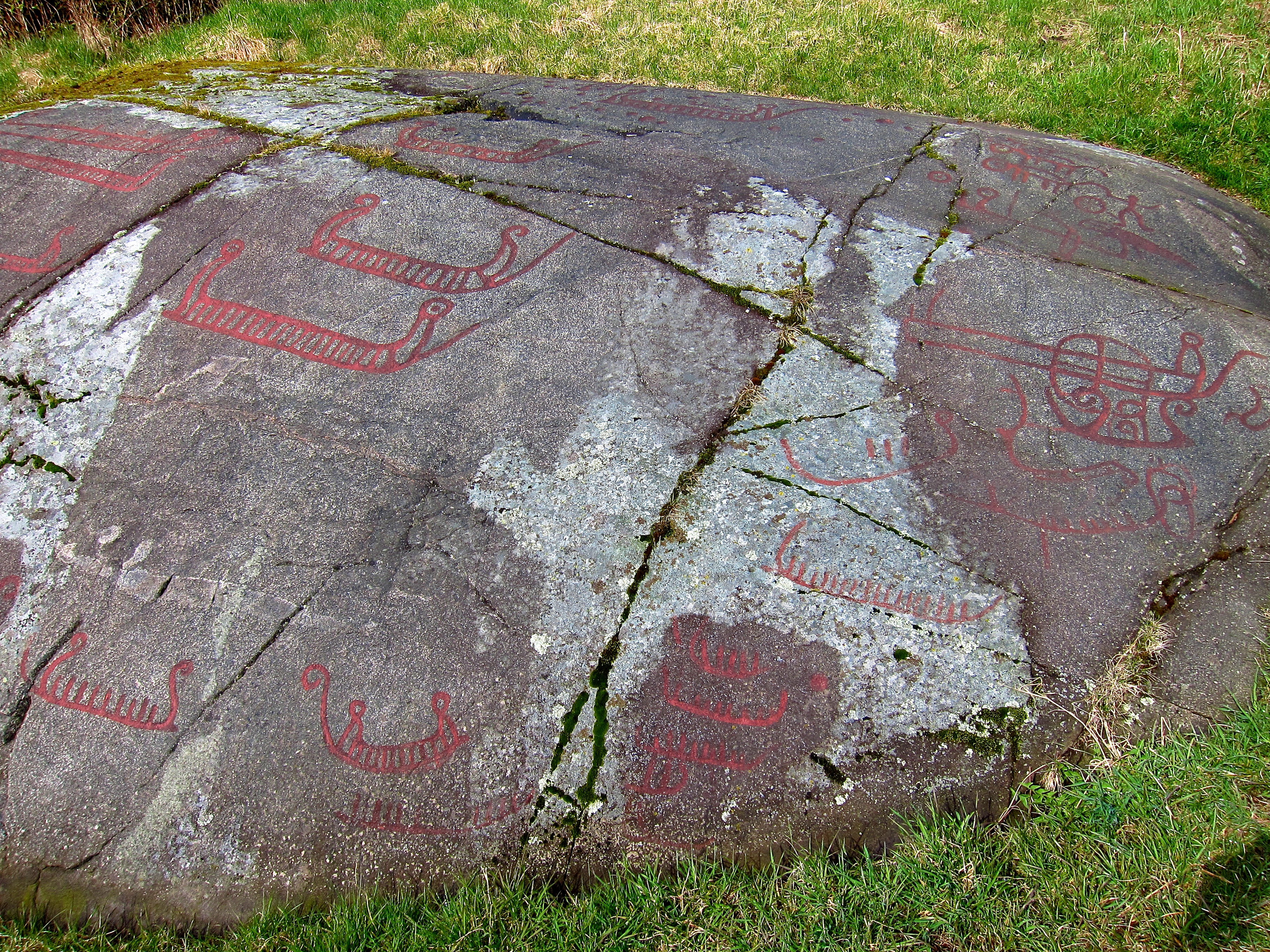
Felsritzungen von Alvhem

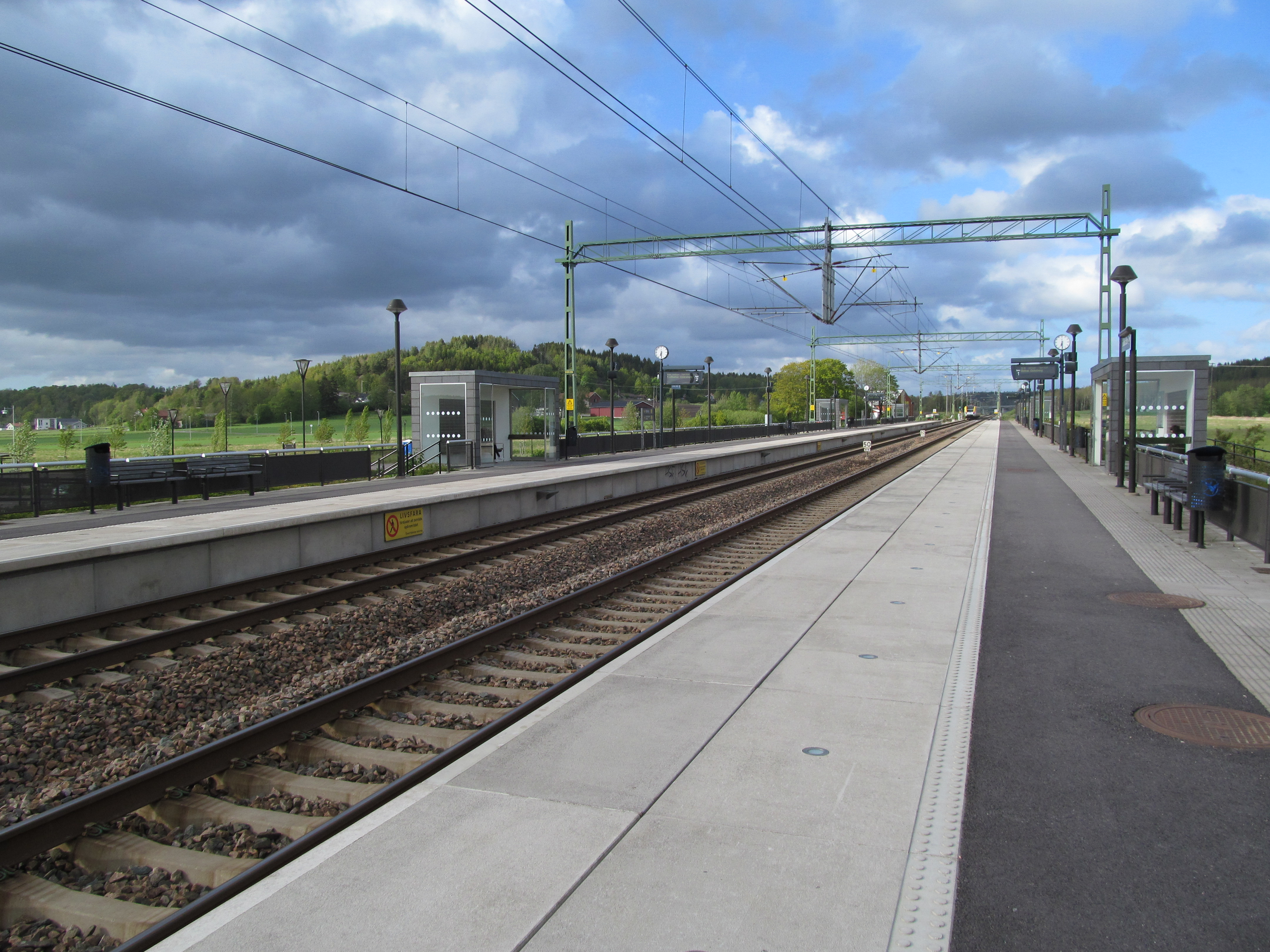
Bahnhof Lödöse nördlich von Alvhem (2015)

In dem Ort lebten lange Zeit knapp über 200 Menschen, ehe nach der Wiederaufnahme des Personenverkehrs 2012 innerhalb kürzester Zeit anwuchs – bei der Erhebung der Bevölkerungszahlen 2015 wurden 322 Einwohner gezählt. Die zwischen Alvhem und dem Nachbarort Lödöse befindliche neue Haltestelle trägt den Namen Lödöse södra.
Alvhem liegt zudem direkt an der Fernverkehrsstraße Europaväg 45, die als schwedischer Teil der sich von Norwegen nach Sizilien erstreckenden Europastraße 45 dient.